# Beiu (okręg Teleorman)
Beiu – wieś w Rumunii, w okręgu Teleorman, w gminie Ștorobăneasa. W 2011 roku liczyła 1437 mieszkańców.